# Ђуро Утјешановић
Ђуро Утјешановић (Кљевци, 7. јул 1940 — Загреб, 25. фебруар 2013) био је југословенски и хрватски филмски, телевизијски и позоришни глумац.

## Биографија
Србин, рођен 1940. године у Кљевцима, подгрмечком селу надомак Санског Моста. Отац Драго, син Митра Утјешановића, погинуо је као партизан 1943. у болници на Грмечу у IV непријатељској офанзиви. Мајка Драгица, кћи Тодора Пантоша из сусједног села Корјенова, била је трудна када је са Ђуром побјегла у Банат. Тамо је родила друго дијете и назвала га Драго. На самом крају рата Драгицу убијају пљачкаши. Ђуро и Драго остају сирочићи и бригу о њима преузима Савез бораца, који се тада бринуо за дјецу палих бораца. Браћа су најприје упућена у Дом сирочади у Новом Саду. Због туберкулозе Ђуро одлази на лијечење и често мијења пребивалишта. Основну школу завршио је у Кикинди.
Године 1956. вољом мјесног чиновника упућен је у шумарску школу у Сплит. Учење му је ишло од руке, али владање му је било слабо. На настави се досађивао. Посјећујући са школом пионирско позориште „Титови морнари” открива наклоност према глуми.
По завршетку школовања враћа се у Кикинду. Изразио је жељу да студира глуму, али до тога није дошло. Самовољом истог чиновника упућен на студије шумарства у Сарајево. Након двије године студирања бјежи из Сарајева. Одлази код рођака у Загреб и уписује се на глумачку академију. Примљен је након прве аудиције. Као узоран студент награђен је апсолвентским путовањем у САД. Са женом Маром стекао је сина Драгу, који је такође глумац.

## Глумачка каријера
Послије студија глуме десет година ради у позоришту Гавела. На Дубровачким љетним играма наступао је тридесет година без прекида. Глумио је у доста филмова и ТВ серија. Познат је по непопуларним улогама жандара и усташа.
Запажене улоге је остварио у серији У регистратури (1974) и филмовима: Хајдучка времена (1977), Влаком према југу (1981), Крхотине (1991), Кад мртви запјевају (1998).
У новије вријеме остаће упамћен по улози тетка у „Вечерњој школи” Жељка Первана, гдје је показао талент за импровизацију.
Популарност је стекао и у забавној емисији Хрватске телевизије „Јел‘ ме нетко тражио”. Са сином Драгом често је наступао у позоришним представама широм Хрватске.

## Филмографија
| Год.       | Назив                         | Улога                   |
| ---------- | ----------------------------- | ----------------------- |
| 1960.-те   |                               |                         |
| 1969.      | А у позадини море             |                         |
| 1970.-те   |                               |                         |
| 1970.      | Сам човјек ТВ филм            |                         |
| 1970.      | Сам човјек ТВ серија          |                         |
| 1970.      | Пуцањ                         |                         |
| 1971.      | У гори расте зелен бор        | Учитељ                  |
| 1971.      | Куда иду дивље свиње (серија) |                         |
| 1972.      | Пјетлов кљун (ТВ)             |                         |
| 1972.      | Хармоника (ТВ)                | Мика                    |
| 1974.      | Човик и по (серија)           | Лука                    |
| 1974.      | У регистратури (серија)       | Феркоња                 |
| 1975.      | Кнез (ТВ)                     |                         |
| 1975.      | Грунтовчани (серија)          | Милиционер у станици    |
| 1975.      | Сељачка буна 1573.            | Габро Тахи              |
| 1977.      | Пуцањ                         | Стево                   |
| 1977.      | Хајдучка времена              | Ђурђе Карабардак        |
| 1978.      | Пуном паром (серија)          | Возач друга Боже        |
| 1979.      | Ивањска ноћ (ТВ)              | Аћим                    |
| 1979.      | Свјетионик (серија)           | Лука                    |
| 1979.      | Анно домини 1573 (серија)     | Габро Тахи              |
| 1979.      | Живи били па видјели          |                         |
| 1980.-те   |                               |                         |
| 1980.      | Госпођица                     |                         |
| 1981.      | Влаком према југу             | Мајстор Перо Фатур      |
| 1982.      | Тројански коњ (ТВ)            | Усташки официр          |
| 1982.      | Непокорени град (серија)      | Усташа                  |
| 1982.      | Сустанар (ТВ)                 |                         |
| 1982.      | Хоћу живјети                  | Милко Павец             |
| 1983.      | С. П. У. К.                   | Дерматолог              |
| 1983.      | Смоговци (серија)             | Бјегунац из затвора     |
| 1983.      | Узбуна (ТВ)                   |                         |
| 1983.      | Лажеш, Мелита (серија)        | Поштар                  |
| 1983.      | Не дај се, Флоки              | Доктор                  |
| 1984.      | Двије карте за град (ТВ)      | Шеф станице             |
| 1984.      | Ево ти га, мистер Флипс! (ТВ) |                         |
| 1985.      | Хајдучки гај (серија)         | Жандар Иво              |
| 1985.      | Хорватов избор                | Дане                    |
| 1985.      | На истарски начин             |                         |
| 1986—1987. | Путовање у Вучјак (серија)    | Дане                    |
| 1987.      | Дјечак са Сутле (ТВ)          |                         |
| 1988.      | Загрљај (серија)              |                         |
| 1988.      | Тридесет коња (ТВ)            |                         |
| 1990.-те   |                               |                         |
| 1990.      | Тражим сродну душу (серија)   | Радник                  |
| 1991.      | Чаруга                        | Лугар Гашо              |
| 1991.      | Ђука Беговић                  | Добошар                 |
| 1991.      | Вријеме ратника               |                         |
| 1991.      | Крхотине                      | Друг Марко              |
| 1994.      | Сваки пут кад се растајемо    | Портир                  |
| 1995.      | Испрани                       |                         |
| 1996.      | Мртва точка                   | Пословођа               |
| 1996.      | Не заборави ме                |                         |
| 1997.      | Руско месо                    | Притвореник             |
| 1998.      | Кад мртви запјевају           | Удбаш                   |
| 1998.      | Три мушкарца Мелите Жгањер    | Чувар паркиралишта      |
| 2000.-те   |                               |                         |
| 2000.      | Је ли јасно, пријатељу?       | Јура                    |
| 2001.      | Ничија земља                  | Бошњачки Водич          |
| 2002.      | Сјећање на Георгију           | Миле Јерговић Муниврана |
| 2004.      | Дуга мрачна ноћ               | Сељак                   |
| 2005.      | Дуга мрачна ноћ (серија)      | Сељак                   |
| 2009.      | Најбоље године (серија)       | Рудолф                  |